# صيد الببور

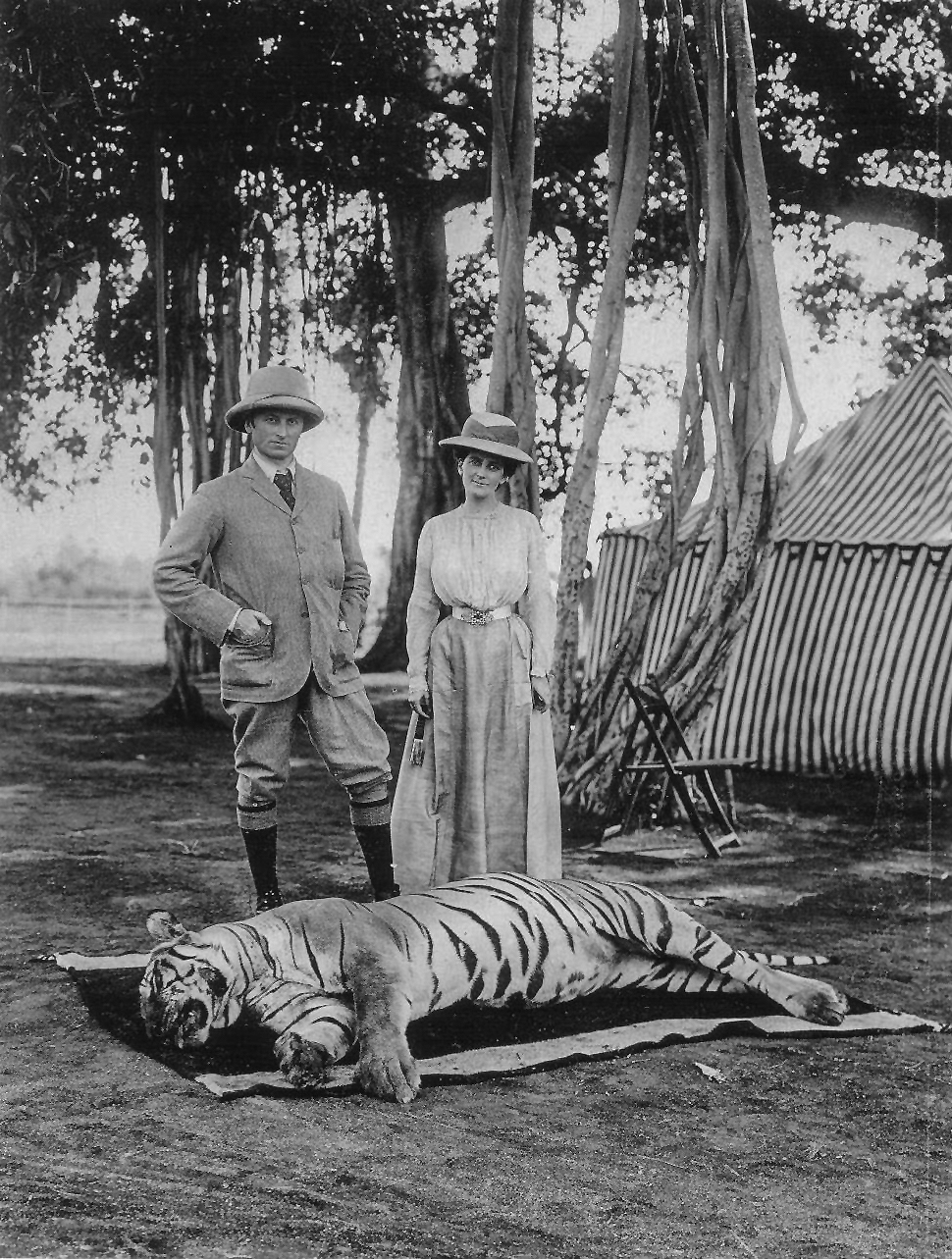

صيد الببور هو القبض على الببور وقتلهم. ويعد البشر أكثر المفترسين  أهمية للببور، والصيد غير المشروع يشكل تهديداً كبيراً للببور. الببر البنغالي هو النويع الأكثر شيوعًا بين الببور، ويشكل حوالي 80%، ويوجد أيضاً في بنغلاديش وبوتان وميانمار والنيبال والهند. لقد تم اصطيادها في هذه البلدان منذ قرون. لقد كان الببر تاريخياً الحيوان الأكثر شهرة في هذه اللعبة، وقد تم اصطياده بحثًا عن المكانة وكذلك لأخذ الجوائز. استمر الصيد الجائر على نطاق واسع حتى بعد أن أصبح هذا الصيد غير قانوني وتم توفير الحماية القانونية للببر. والاعتماد الآن على المحافظة على الانواع المهددة بالانقراض. حيث ان غالبية الببور تعيش في اقفاص. وكان يعتبر صيد الببور أكثر صعوبة من اصطياد الاسود، وذلك بسبب عادتهم في العيش بمفردهم في غطاء كثيف وعدم تأكيد وجودهم بصخب في كثير من الأحيان.

## التاريخ

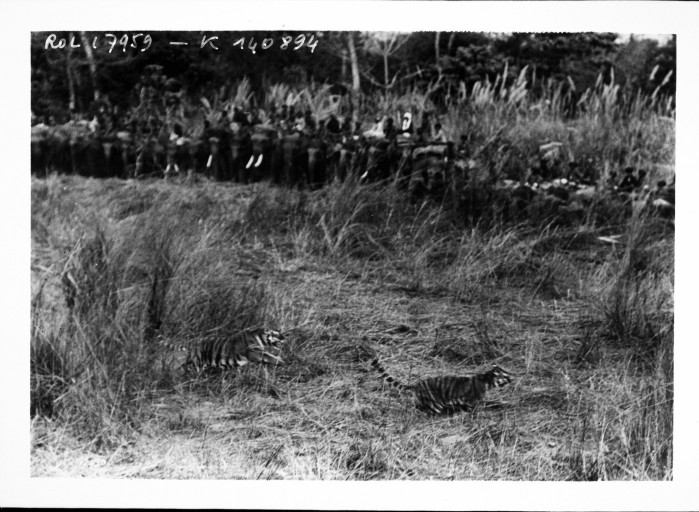
ببران يهربان من مطاردة الصيادين لهما من على ظهور الفيلة

تاريخيا، تم اصطياد الببور اما مشيا على الأقدام، أو ركوب الخيول أو الفيلة، وكل من هذه تنطوي على خطر كبير وقد اعتبر صيد الببور عمل رجولي وشجاع، وتم جمع الغنائم كرموز للشجاعة والهيبة. تُصوِّر الروايات الملوك البريطانيين اللذين تم تصوريهم بجانب جثث الببور في أواخر القرن التاسع عشر وأوائل القرن العشرين بناء الغزو الناجح للطبيعة الهندية، مما يرمز إلى الهويات الإمبريالية والرجولية التي يرغب البريطانيون فيها. في بعض الأماكن مثل الصين، كان يُنظر إلى الببور أيضًا على أنها تهديد للحياة البشرية في المنطقة، لذلك تم الترحيب بالذين نجحوا في قتلهم كأبطال لعامة الناس.
في عام 1986، اكتشف أن الببور آخذة في الانخفاض بسرعة بسبب تعرضها للتسمم أو الاصطياد أو إطلاق النار ثم تهريبها خارج الهند لتزويد مصنعي الأدوية في الصين. بحلول عام 1992، دفعت الصناعة التجارية ما مجموعه 12.4 مليون دولار مقابل 200 ببور تم جمعها من قبل الصيادين. منذ ذلك الوقت، حظر الصينيون الصيد الجائر وتجارة أعضاء الببور. ومع ذلك، فقد زاد هذا فقط من قيمة الببور المصطاده. يحصل الصياد الذي يعمل وحده الآن على ما يقرب من 800 دولار لكل ببر، لكن أولئك المرتبطين بعصابات معروفة يمكن أن يتلقوا ما يصل إلى 5000 دولار لكل ببر. بالإضافة إلى الصيد الجائر، وللتعويض عن حظر التجارة في أجزاء الببر، بدأت الصين في جمع الببور عن طريق «تربية الببور». وهذا يمكّنهم من تربية الببور التي تم صيدها بغرض بيع أعضائها

### الهند
بينما كانت الببور موجودة على نطاق واسع ولم يتم تهديد حياتها حتى العقود الأولى من القرن العشرين، فقد أدى الصيد وفقدانها لموطنها إلى تقليل من عددها في الهند من 40,000 إلى أقل من 1800 في غضون مائة عام فقط. على الرغم من انتشار صيد الببور كرياضة ملكية لعدة قرون، إلا أن العواقب كانت أكبر خلال عهد البريطاني راج بسبب استخدام الصيادين للنيران، وازدياد اعداد المهتمين بالصيد من الأرستقراطيين الاستعماريين أدى إلى مزيد من الاستنزاف للببور. وفي مقدمة رواية Manohar Malgonkar A Distant Drum، تم وضع قانون لفوج الجيش الهندي القديم، الذي من المتوقع أن يرتقي ضباط الفوج. إنه يبدأ أولاً وقبل كل شيء، فنحن دائمًا ننتهي من ببورنا. دائما.

### روسيا القيصرية
في السنوات الأولى من القرن العشرين، بدأت الحكومة الإمبراطورية الروسية خطة لاستعمار الأراضي الآسيوية الوسطى التي يسكنها الببر القزويني. عملت السلطات المحلية الروسية بكثافة لإبادة الببور خلال برنامج ضخم لاستصلاح الأراضي في مناطق مثل نهري سير داريا وأمو داريا وبحر آرال. صدرت تعليمات للجيش الروسي بإبادة جميع الببور الموجودة حول منطقة بحر قزوين، وهو مشروع تم تنفيذه بكفاءة عالية. وبمجرد اكتمال القضاء على الببر القزويني، أتبع المزارعون وقاموا بإزالة الغابات وغرس المحاصيل. بسبب الصيد المكثف وإزالة الغابات، انسحب الببر القزويني أولاً من الأراضي المنخفضة الخصبة إلى السلاسل الحرجية، ثم إلى المستنقعات حول بعض الأنهار الأكبر، وأخيراً، أعمق في الجبال، إلى أن انقرضت بالتأكيد. آخر معقل للببر القزويني في الاتحاد السوفيتي السابق كان في منطقة تيغروفايا بالكا، في طاجيكستان. رغم أنه تم الإبلاغ عن وجود الببور هنا حتى منتصف الخمسينيات، إلا إن موثوقية هذه الادعاءات غير معروفة

### الاتحاد السوفيتي
في السنوات الأولى من الحرب الأهلية الروسية، كادت جيوش الأحمر والأبيض المتمركزة في فلاديفوستوك تقريبًا ان تدمير الببور السيبيرية المحلية. في العشرينات من القرن العشرين، تعرضت الببور للاضطهاد الشديد من قبل الشيوعيين، الذين كانوا في بعض الأحيان يقومون باصطياد ما يصل إلى ثمانية أو عشرة ببور في نزهة واحدة. استمر الصيد القانوني للببور داخل الاتحاد السوفيتي حتى عام 1947، عندما كان محظورًا رسميًا

### جمهورية الصين الشعبية
في عام 1959، أعلن ماو تسي تونغ، خلال «القفزة العظيمة للأمام» في جمهورية الصين الشعبية، أن ببور جنوب الصين أعداء للإنسان، وبدأوا في تنظيم وتشجيع حملات لقتلها. بحلول أوائل الستينيات، كانت الببور الصينية قد انخفضت إلى ما يزيد قليلاً عن 1000 ببر. بعد عقد من الزمان، تم تخفيض مداها إلى ثلاث مناطق في جنوب الصين، تقع اثنتان منها في مقاطعة جيانغشي.

## الببور في الطب التقليدي في شرق آسيا
تُستخدم عظام الببر وجميع أجزاء الجسم تقريبًا في الطب الصيني الشعبي لمجموعة من الاستخدامات المزعومة، بما في ذلك مسكنات الألم. تُستخدم أجزاء الببر في الأدوية التقليدية في شرق آسيا، وخاصة في الطب الصيني الشعبي، حيث يعتقد الكثير من الناس أن أجزاء الببر لها خصائص طبية متعددة. عندما تقترن الأسعار المرتفعة التي تجلبها الفراء في السوق السوداء وتدمير موطنها، فإن الصيد الجائر في الاستخدامات الطبية قلل بشكل كبير من أعداد الببور في البرية. منذ قرن من الزمان، يقدر أن هناك أكثر من 100,000 ببر في العالم؛ الآن، قد تكون الأرقام العالمية أقل من 2500 فرد ناضج، مع عدم وجود تجمع سكاني فرعي يحتوي على أكثر من 250 فرد ناضج. لا يوجد أي دعم علمي لهذه المعتقدات، والتي تشمل:
ü أحيانًا ما يتم خلط ذيل الببر بالصابون لتكوين مرهم يستخدام في علاج سرطان الجلد.
ü ويقال إن العظام الموجودة في طرف ذيل الببر لمنع الأرواح الشريرة.
ü عظام الببر المكسرة تضاف إلى النبيذ، تُستخدم كمنشط عام تايواني.
ü يقال إن أقدام الببر، عند غمرها بزيت النخيل وتعليقها أمام الباب، تقلل من احتمالية دخول الأرواح الشريرة.
ü يقال إن جلد الببور لعلاج الحمى الناجمة عن الأشباح. لاستخدامه بشكل فعال، يجب على المستخدم الجلوس على جلد الببر، ولكن حذار. إذا تم قضاء وقت طويل على جلد الببر، تقول الأسطورة أن المستخدم سيصبح ببرًا.
ü يقال إن إضافة العسل إلى حصى مرارة الببر ووضع التركيبة على اليدين والقدمين يعالج الصدفية بشكل فعال.
ü شعر الببور المحترقة يمكن أن يطرد الحريش (أم أربعة وأربعين).
ü إن مزج دماغ الببر بالزيت وفرك الخليط على جسمك هو علاج مزعوم لكلاً من الكسل وحب الشباب.
ü إن إضافة مقل العيون إلى حبوب منع الحمل هو علاج مزعوم للتشنجات.
ü وتستخدم شعيرات لعلاج الأسنان.
ü يزعم أن الشخص سوف يمتلك الشجاعة ويجب حمايته من الخوف المفاجئ من خلال ارتداء مخلب الببر كقطعة من الحلي أو حمله في جيب.
ü يزعم أنه يمكن الحصول على القوة والشجاعة من خلال اكل قلب الببر.
ü تعتبر الأضلاع العائمة للببر تعويذة الحظ.
ü ويقال إن قضيب الببر يكون مثير للشهوة الجنسية.
ü يقال إن العظام الصغيرة في أقدام الببور المرتبطة بمعصمي الطفل هي علاج أكيد للتشنجات
في 15 مارس 2010، أصدر الاتحاد العالمي لجمعيات الطب الصيني (WFCMS) بيانًا بشأن استخدام الأنواع المهددة بالانقراض للأغراض الطبية. أصدر هوانغ جيانين، نائب وزير WFCMS، في كلمته أمام المؤتمر، البيان التالي: «أصبحت حماية الببور قضية سياسية في العالم. لذلك من الضروري لصناعة الطب الصيني التقليدي أن تدعم الحفاظ على الأنواع المهددة بالانقراض، بما في ذلك النمور» (علم يوميا). بينما يدفع ممارسو TCM لإزالة الأنواع المهددة بالانقراض من «قائمة المكونات»، التي يتم استيفائها بواسطة مزارعين يأملون في زيادة الطلب على المنتجات الطبية المستندة إلى TCM، مثل نبيذ عظام الببر.
تعتبر مزارع تربية النمور مسؤولة جزئياً، إن لم تكن بالكامل، عن زيادة الطلب على المنتجات الطبية التي تعتمد على الببر. في مزرعة Xiongsen للدببة والببور في قويلين، الصين، يتم إنتاج ما يصل إلى 200000 زجاجة من نبيذ عظام الببر سنويًا. (Jacobs 2010) تستفيد مزارع مثل Xiongsen من وصف النبيذ الخاص بها كعلاجات طبية شاملة تلبي الطلب في السوق على الممارسات الطبية السابقة. في حين أن ممارسي الطب الصيني التقليدي يحاولون الابتعاد عن استخدام الأنواع المهددة بالانقراض، فإن مزارع النمور تعيد إشعال هذا الطلب. اليوم، يدفع مزارعو النمور في الصين حكومتهم لرفع الحظر المفروض على مبيعات أعضاء الببور
في عام 2007، حارب المزارعون من أجل رفع الحظر، قائلين: «إن الصيد غير المشروع للببور البرية من أجل الطب التقليدي سوف يتضاءل بشكل كبير إذا كانت الببور، التي تتكاثر بشكل مكثف في المزارع - يمكن تربيتها من أجل الغذاء». ومع ذلك، فإن هذا يتعارض مباشرة مع الأسباب التي من أجلها تم إنشاء هذه المؤسسات وهو  إعادة إدخال الأنواع المهددة بالانقراض إلى البرية. إذا سمح بتربية النمور، فسوف تتاثر الببور البرية بشكل مباشر. كيف؟ أحد العوامل البارزة الأولى هو نمو الطلب على المنتج الطبيعي (الحيوانات البرية مقابل المربية في المزارع). ستكون نتيجة تجاهل هذه القضايا المريعة ضارة  للببور. والأكثر إثارة للقلق، من المتوقع أنه خلال العقد المقبل، قد تنقرض نويعات الببور. «أخبر جيمس ليب، المدير العام للصندوق العالمي للحياة البرية، في الاجتماع المنعقد في سان بطرسبرغ أنه إذا لم يتم اتخاذ التدابير الوقائية المناسبة، فقد تختفي الببور بحلول عام 2022، السنة التقويمية الصينية التالية للببر».

## الصيد والصيد الجائر
الببر البري هو واحد من أكثر الأنواع المهددة بالانقراض في العالم. ويعد البشر السبب الرئيسي وراء تعريض الببور للخطر، وذلك بسبب الطلب والمعتقدات والممارسات الطقوسية للبعض وازدياد اعداد الاشخاص الذين يعتدون على الحدود الأصلية ومناطق سكن هذا الحيوان البري. في بعض بلدان الشرق الأوسط، يُعتقد أن أجزاء النمر تشفي الكبد والكلى وتستخدم لعلاج الصرع، الصلع، الالتهاب، حيازة الشياطين الشر، ألم الأسنان، الملاريا، رهاب الماء، الأمراض الجلدية، الكوابيس، الكسل، الحمى، والصداع. على الرغم من أن معظم الببور يتأثرون بتدهور الطبيعة وتقلص كثافة الفرائس. يوضح كل من وانج وشن 2010 أن العوامل التي تفسر على نحو أفضل التعداد المتناقص من أنواع الببور هي الكثافة السكانية البشرية والبعد عن الطرق. ومع ذلك، تسهم أنشطة والصيد الجائر بشكل كبير في انخفاض هذا الحيوان. تعد التجارة غير القانونية للمنتجات المتداولة من أعضاء الببر سبباً آخر من الأسباب الرئيسية لانقراض نويعات الببور الجاوية والقزوينية والبالية.
أصدر تقرير يحظى باحترام كبير «حركة التجارة: شبكة مراقبة تجارة الحياة البرية» أعدادًا للحيوانات التي تم قتلها والتجارة اما باجزائها أو منتجاتها. «قُتل ألف ببر وتم بيعه مقابل اعضائه ومنتجاته في العقد الماضي». يوجد ما يقارب 600-800 ببر في البرية من النويعة الملاوية، مما يجعلها ثالث أكبر الأنواع الفرعية. إنها واحدة من أكثر الصور التي تظهر على المعطف العسكري الماليزي. أصبح ببر بالي منقرض بسبب الصيد. كانت أصغر نويعة من الببور يبلغ وزنها التقريبي 90 - 100 كيلوغرام للذكور و65-80 كيلوغرام للإناث.
مع تراجع الاقتصاد الروسي، أصبحت القوانين واللوائح الخاصة بمكافحة الصيد الجائر أكثر مرونة وأقل تنفيذ، مما جعلهم يفضلون صيد الببور لتحسين أوضاع السوق والاقتصاد. الدرجة التي يمارس بها الصيد الجائر لدرجة أنه نادراً ما يموت الببر السيبيري في سن الشيخوخة، حيث يُقتلون قبل أن يُسمح لهم بالوصول إلى هذه المرحلة.
تقديراً لأوقات النضال من أجل بقاء الببر، بذل رئيس الوزراء الروسي فلاديمير بوتين جهدًا لجمع الناس في مؤتمر في مدينة سان بطرسبرغ. سمي «بقمة الببر» منتدى دولي لإنقاذ الببور من الانقراض. كان عام 2010 هو العام الصيني للببر، مما جعل السنة محورًا طبيعيًا لجهود الحفظ الدولية. يخشى خبراء الببور أن تكون الببور معرضة للانقراض بسبب التهديدات الحالية. سوف يستغرق استمرار وجودها مستوى عالٍ من الالتزام من بلدان متعددة. يتفق الخبراء على أن الجهود المبذولة للحفاظ على الموطن ضروري. على سبيل المثال، يكشف تقييم لاستراتيجيات الحفظ للحفاظ على نويعات الببور في شمال شرق الصين عن أهمية توسيع المناطق المناسبة للعيش والبقاء. يجب أن تكون المناطق الرئيسية صديقة للحفاظ على الببر لضمان سلامة النظام الإيكولوجي والتي لها نفس القدر من الأهمية للبشر والببور والعديد من أنواع الحياة البرية الأخرى التي تتقاسم نفس المنطقة. في يوليو 2014، في مؤتمر دولي بشأن الأنواع المهددة بالانقراض في جنيف، سويسرا، اعترف ممثل صيني لأول مرة أن حكومته تدرك أن تجارة جلد الببر كانت تحدث في الصين.

## طرق الاصطياد

### الاصطياد
يكون الاصطياد من مشاهدة ببر فوق جثة بعض الحيوانات، سواء كانت محلية أو برية، والتي افترسها سابقًا. كان الببر عادة ما يفترس في المساء، مما يجعل المنطقة المجاورة تعج بصوت الهدير. بينما لم يكن هناك خطر على الصياد طالما هو جلس في الشجرة، وكان من الخطير عليه محاولة العودة إلى المنزل خلال الليل. كان على الصياد البقاء في الشجرة حتى الصباح. في الصين، وضعت القنابل الصغيرة المعروفة باسم القلم لقتل الببر.

### استخدام المواد اللزجه
في بورما وفي الهند، كانوا يضعون مجموعة من زيوت الخردل واللاتكس حول فتحة ماء يرتادها الببر. في محاولة الببور لتخليص أقدامها من السائل اللزج بلسانها أو أسنانها، كان الببر يغطي وجهه قسراً بالأوساخ والأوراق. لقد جعل العمى الناتج من ذلك أسهل ليتم إسقاطه.

### إشعال النيران
كانت اشعال النيران طريقة راجا في ولاية البنغال للحد من أعداد الببور عن طريق إشعال النار على العشب عشر أو عشرين ميلا حول غابة واحدة بطريقة بحيث يمكن للصيادين دفع الحيوانات الهاربة إلى ميل كامل.

### التطويق
في الجزء العلوي من إيراوادي، عندما تم رؤية جسر من الخيزران يستخدمه الببور، تم تعديل شرائح الجسر، بحيث يقع الببر عند تقاطعه التالي على أعمدة حادة في القاع. في ولاية ماديا براديش، قام البيجاس بشنق الببور من منتصف قطب أفقي مدعوم في شجرتين متشعبتين على بعد أقدام قليلة. نظرًا لأن العمود كان زلقًا ولم يكن لديه لحاء، كان الببر ينزلق، ويسقط على مسامير الخيزران الحادة في القاع. في بورما، تم وضع الخيزران على جانبي المسار الذي يتردد عليه الببور. وعندما يقوم الببر بالاتصال الجسدي بحبل مربوط عبر المسار، فإن النصف المائل من مصاف البامبو سيظهر بصوت عالٍ في النصف الآخر. وهذا  الصوت سوف يتسبب في قفزة الببر إلى جانب واحد وإضعاف نفسه على أحد الاسندة.

### الأحصنة والجمال
تم استخدام الخيول والجمال من قبل الفرسان في الهند في القرن السابع عشر، حيث وجدوا أنها أكثر موثوقية وأقل قابلية للتنبؤ بها من الأفيال. بعد مطاردة الببور حتى الإرهاق، كان المتسابقون يركضون حول الببور في دوائر متناقصة باستمرار، ثم يقتلون الببر بالسيف

### كلاب الصيد
لهذا الغرض، كان من الضروري الحصول على مجموعة من كلاب الصيد ذات القوة الكبيرة جدًا، والمدربة جيدًا على مطاردة كل نوع من حيوانات الغابة الكبيرة الموجودة في التايغا. عند الصيد، يجمع الصيادون عادة معظم الكلاب في قريتهم لتشكيل مجموعة. ليس كل الكلاب متساوية في الصيد، حيث اختلفوا اختلافًا كبيرًا في الجودة والشخصية. في كل عبوة كان هناك قائد أو اثنين يتبعهم الباقون. إذا فقدت القائد، سرعان ما خرجت المجموعة عن السيطرة. نادراً ما كانوا يستخدمون الصيادون الكلاب في الثلوج كثيفة، حيث إنها ستعيق حركة الكلاب وتجعلها أهدافًا سهلة للببور.
عند مصادفة الببر، ستبدأ الكلاب في النباح بشراسة، وفي الوقت نفسه تمسك ساقيها وتلدغها في الارجل الخلفية. وبهذه الطريقة، يتسببوا في إيقافها. عندما يتم حشر الببر أخيرًا، كانت الكلاب عادة تبدا بالعواء ويكون عواء شديد النبرة، بما يتوافق مع مشاعر العصبية الشديدة. يستمر نصف المجموعة في تطويق الببر، بينما تستريح الكلاب الأخرى. ومع ذلك، إذا حاول الببر الهروب، تحوطه المجموعة بأكملها، حيث تقفزت بعض الكلاب فعليًا على ظهر الحيوان وتجبره على التوقف مرة أخرى. يكون العمل فقط من الصوت والاختباء على وراء الأشجار بعيدا عن مرأى الحيوان، فإن الصياد سيكون في نطاق سهل من هذا الأخير واطلاق النار عليه.
على الرغم من قوتها العظيمة، إلا أن الببور عادة لا تهاجم الكلاب الا إذا حشروا، مفضلين كثيرًا التراجع.

## حلول لانقراض الببر
للحفاظ على الببور البرية في البيئة، يجب معالجة العديد من التهديدات - فقدان الموطن، الحد من أعداد الفرائس، والصيد المباشر للببور.
ردا على الصيد الجائر لنويعات الببر لصنع الأدوية وغيرها من المنتجات المشتقة من الببر، ينبغي على الحكومة الصينية تنظيم وإذا لزم الأمر انهاء أو تعيين حصة لعدد من الممارسات المسموح بها لهذا النوع من العمل. لأن الكثير من ممارسات الصيد هذه تتم بطريقة غير قانونية ومن الصعب وضع حد للصيد الجائر. وهناك حاجة ماسة إلى تنفيذ القوانين الحالية والعقوبات المفروضة على أسواق التجارة غير المشروعة التي توزع أعضاء الببر.
الاستهلاك الاقل للانسان من الموارد الطبيعية، يمكن أن تظل أعداد الببور البرية مستقرة في هذه الأماكن أو تتزايد، طالما أنهم لا يخضعون للصيد الجائر
تعتمد الببور على الأشجار للحصول على مأوى وغطاء وصيد الحيوانات التي تعيش عليها. وتدمير موطنها وقطع الأشجار للطرق الجديدة والمساكن يضر هذا النظام البيئي بشكل كبير. تسمح الأشجار للببور تهيئة مخالبهم لتوفير أدوات البقاء الأساسية. كما أن فقدان العناصر النباتية في بيئتها التناسلية والمسكنية أمر مثير للقلق أيضًا، حيث أن هذه الأنواع تعتمد على الغطاء من الأشجار والأعشاب الطويلة في الافتراس على الحيوانات الأخرى. توفر الأشجار والنباتات أيضًا غطاء طبيعيًا من العوامل غير الحيوية والعناصر التي تعتمد عليها هذه الحيوانات لحمايتها. تتزاوج الببور وتتكاثر في نفس المناطق التي وُلدت فيها، وبالتالي فإن الحفاظ على الغطاء النباتي الطبيعي وغطاء الأشجار أمر مهم.
استمرت الجهود المبذولة لتشجيع استعادة الببور خلال مداها على مدار 40 عامًا على الأقل. قامت عدة حكومات بتمويل برنامج (مشروع الببر) الخاص، وكانت نشطة للغاية. أندرسون وآخرون. قاموا في عام 2006 بتحويل الاموال لاستعادة الببور على وجه التحديد من قبل المنظمات غير الحكومية بين الأعوام 1998-2002. تم استثمار أكثر من 23 مليون دولار بين بلدان الهند وروسيا وإندونيسيا وماليزيا ونيبال.
في عام 2006 قامت شركة إكسون موبيل، وهي شركة كبرى، استثمرت 12.6 مليون دولار أمريكي لغرض وحيد هو حماية الببر بين عامي 1999 و2004. أعلنت جمعية الحفاظ على الحياة البرية ومؤسسة بانثيرا عن خطة في عام 2008 لإنشاء «ممر جيني» بين بوتان وميانمار للمساعدة في الحفاظ على أعداد كبيرة ومتواصلة من الببور، تغطي ثمانية بلدان. يعد هذا المشروع بأن يكون أكبر مساحة لموطن الببر غير المجزأة، وسيمثل الجهد الأكثر كثافة للحفاظ على هذا النوع من الانقراض.
مساهم رئيسي آخر هو الصندوق العالمي للحياة البرية للطبيعة. اقترحت هذه المنظمة مبادرة رئيسية تهدف إلى مضاعفة أعداد الببور البرية بحلول عام 2020. واستجابة للمنظمات الكبرى التي بذلت مثل هذه الجهود العظيمة، تضافرت الجهود الأخرى الأصغر حجماً في هذه المهمة. وقد تم تسمية تكتل هذه المنظمات باسم تحالف الببر الدولي.
تقييم فعالية تدابير الحفظ المختلفة لأنواع الببر في مواقع مختلفة من خلال دراسة استقصائية عن 70 من أخصائيي الحفاظ. أعطيت درجات عالية لتلك المناطق التي أظهرت فعالية عالية في التنفيذ مع قيمة التدرج بترتيب تنازلي لتلك التدابير التي أثبتت عدم فعاليتها. من بين هذه التدابير، كانت بعض المشروعات في الهند وبوتان ونيبال وماليزيا أكثر فعالية

## أبرز صيادو الببور
1.جيم كوربيت
2.  كينيث اندرسون
3. باتشابي غازي
4.  تيمور

## وصلات خارجية
«الحيوانات: الببور». Vital Statistics. Archived from the original on 20 February 2012. Retrieved 26 February 2012.
Perry, Richard (1965). The World of the Tiger. p. 260. ASIN: B0007DU2IU.
Sramek, Joseph (Summer 2006). ""Face Him like a Briton": Tiger Hunting, Imperialism, and British Masculinity in Colonial India, 1800-1875". Victorian Studies. 48 (4): 659–680. doi:10.2979/VIC.2006.48.4.659. JSTOR 4618910.
Nichols, Michael, and Geoffrey C. Ward. (1998). "The Year of the Tiger." National Geographic Society. Print.
Cornelis van Kooten, Gerrit; Abbott, Brant (2011). "Can Domestication of Wildlife Lead to Conservation? The Economics of Tiger Farming in China". Ecological Economics. 70: 721–728. doi:10.1016/j.ecolecon.2010.11.006.
"South Asia news, business and economy from India and Pakistan". Asia Times Online. 21 March 2006. Retrieved 26 February 2012.
Matthiessen, Peter (2000). Tigers in the Snow. p. 185. ISBN 978-1-86046-677-9.
«Tigers». Big Cat Rescue. Archived from the original on 15 May 2007.
"Chinese Medicine Societies Reject Tiger Bones Ahead of CITES Conference". ScienceDaily. 15 March 2010.
Andrew Jacobs (13 February 2010). "Tiger Farms In China Feed Thirst For Parts". The New York Times.
Titova, Irina (21 November 2010). "Tigers Could Be Extinct in 12 Years If Unprotected". San Diego Union-Tribune.
Winter, S.; Guynop, S. (3 January 2014). "Tiger Hunting: Illegal Worldwide But Still on the Rise". Retrieved 25 February 2015.
Linkie M, Wibisono HT, Martyr DJ, Sunarto S (2008). "Panthera tigris ssp. sumatrae". In IUCN (ed.). IUCN Red List of Threatened Species. Version 2011.2 (published 2011). Archived from the original on 14 May 2012. Retrieved 15 March 2012.
Wibisono, Hariyo T.; Pusparini, Wulan (2010). "Sumatran Tiger: a review of conservation status". Integrative Zoology. 5 (4): 313–323. doi:10.1111/j.1749-4877.2010.00219.x. PMID 21392349.
Seidensticker, John (January 2010). "Saving Wild Tigers". Integrative Zoology. 5 (4): 289–299. doi:10.1111/j.1749-4877.2010.00214.x. PMID 21392347.
Lally, Kathy (1996–2011). "Members of Russian summit have diverging ideas but common goal". The Washington Post.
Goodrich, J.M. (2010). "Human-Tiger conflict:a review and call for comprehensive plans". Integrative Zoology. 5 (4): 300–312. doi:10.1111/j.1749-4877.2010.00218.x. PMID 21392348.
Xiaofeng, Luan; Yi, Qu; Diqiang, Li; Shirong, Liu; Xiulei, Wang; Bo, Wu; Chunquan, Zhu (2011). "Habitat evaluation of wild Amur Tiger and conservation priority setting in North Eastern China". Journal of Environmental Management. 92 (1): 31–42. doi:10.1016/j.jenvman.2010.08.001. PMID 20828917.
Dyabas, C. (2010). "The Once and Future Tiger". BioScience. 872-877. 60 (11): 872–877. doi:10.1525/bio.2010.60.11.3.
"Conservationists shocked by Chinese admission of tiger skin selling". Shanghai Sun. 12 July 2014. Archived from the original on 14 July 2014. Retrieved 12 July 2014.
"Tiger Hunting and Some Tiger Habits". Museum of North Manchuria, Manchuria Research Institute, Harbin, Manchuria. Retrieved 27 September 2007.
Xavier, N.K. (2010). "A new conservation policy needed for reintroduction of Bengal tiger-white". Current Science. 99 (7): 894–895.
Jenkins, Hank. "Conservation of the Tiger; The need for new and radical approaches". IUCN Sustainable Use Initiative.
Chundawat RS, Habib B, Karanth U, Kawanishi K, Ahmad Khan J, Lynam T, Miquelle D, Nyhus P, Sunarto S, Tilson R, Sonam Wang (2010). "Panthera tigris". In IUCN (ed.). IUCN Red List of Threatened Species. Version 2010.2. Archived from the original on 11 July 2010. Retrieved 11 July 2010.
Barber-Meyer, Shannon M. (8 April 2010). "Dealing with the Clandestine nature of clandestine nature of Wildlife Trade market surveys". Conservation Biology. 24 (4): 918–923. doi:10.1111/j.1523-1739.2010.01500.x. PMID 20408867.
Rabinowitz, Alan. "Genetic corridors are the next step to saving tigers". Wildlife Conservation Society.